# Low Moor (Iowa)
Low Moor est une ville du comté de Clinton, en Iowa, aux États-Unis. Elle est incorporée le 10 février 1897.

## Source de la traduction
- (en) Cet article est partiellement ou en totalité issu de l’article de Wikipédia en anglais intitulé « Low Moor, Iowa » (voir la liste des auteurs).